# Saint-Ouen-en-Belin
Saint-Ouen-en-Belin település Franciaországban, Sarthe megyében. Lakosainak száma 1325 fő (2022. január 1.). Saint-Ouen-en-Belin Yvré-le-Pôlin, Château-l’Hermitage, Écommoy, Saint-Biez-en-Belin és Laigné-Saint-Gervais községekkel határos.

## Népesség
A település népessége az elmúlt években az alábbi módon változott:
| Lakosok száma | 1319 | 1297 | 1314 | 1303 | 1312 | 1322 | 1323 | 1324 | 1325 |
|               | 2013 | 2015 | 2016 | 2017 | 2018 | 2019 | 2020 | 2021 | 2022 |